# Frits Schür
Frederikus Johannes Maria Goduwes „Frits” Schür (ur. 22 lipca 1950 w Zuidlaarderveen) – holenderski kolarz szosowy, srebrny medalista mistrzostw świata.

## Kariera
Największy sukces w karierze Frits Schür osiągnął w 1971 roku, kiedy wspólnie z Fedorem den Hertogiem, Adrim Duykerem i Aadem van den Hoekiem zdobył srebrny medal w drużynowej jeździe na czas na mistrzostwach świata w Mendrisio. Był to jednak jedyny medal wywalczony przez niego na międzynarodowej imprezie tej rangi. Na rozgrywanych trzy lata później mistrzostwach świata w Montrealu był czwarty w tej samej konkurencji. W 1976 roku wystartował w wyścigu ze startu wspólnego na igrzyskach olimpijskich w Montrealu, jednak go nie ukończył. Ponadto w latach 1970 i 1972 wygrywał Olympia's Tour, w 1972 roku wygrał też wyścig Dookoła Algierii, w latach 1975-1976 był trzeci w Rheinland-Pfalz Rundfahrt, w 1977 roku wygrał Ronde van Overijssel, a siedem lat później był najlepszy w Ronde van Zuid-Holland.